# 本城宣馬
本城 幾馬（ほんじょう いくま、旧名：宣馬、弘化4年（1847年）6月21日 - 1904年）は、徳山藩士、日本陸軍軍人。妻は留、子は本城嘉守。

## 経歴
安政元年（1854）、7歳で興譲館入館。元治元年（1864）、父本城清が俗論党により入獄される。家柄断絶の為、実家浅見家に預かりの身となる。翌年、徳山七士殉難により父を失う。清が獄中に於いて妻子に宛てた遺書は下記のようなものである。
等を遺言として殉じた。
冤罪をもって父を失い、犯罪人の子という境遇に17歳で置かれた心情はいかばかりであったろう。この境遇は、児玉源太郎も同じであった（小説：天辺の椅子冒頭にて書かれている）。
慶応元年（1865年）、本城家は家柄を回復し、宣馬は家督を仰せ付けられる。明治元年（1868年）、21歳の時に奥州征伐従軍。明治4年（1871年）7月、陸軍条例制定後の8月、歩兵少尉任官。明治8年（1875年）3月に陸軍大尉任官。明治17年（1884年）には佐賀の役、西南戦役の功により勲5等。明治21年（1888年）歩兵少佐昇進し、近衛歩兵第2連隊、その後歩兵第8連隊大隊長、大津大隊区司令官などを歴任し明治31年（1898年）退官。従5位。明治37年（1904年）、57歳で永眠。